# Schoos
Schoos är en ort i Luxemburg.   Den ligger i distriktet Luxemburg, i den centrala delen av landet, 15 kilometer norr om huvudstaden Luxemburg. Schoos ligger 342 meter över havet och antalet invånare är 164.
Terrängen runt Schoos är platt åt nordost, men åt sydväst är den kuperad.  Runt Schoos är det ganska tätbefolkat, med 166 invånare per kvadratkilometer.. Närmaste större samhälle är Luxemburg, 15,0 kilometer söder om Schoos. 
I omgivningarna runt Schoos växer i huvudsak blandskog.